# Kampfgruppe Peiper

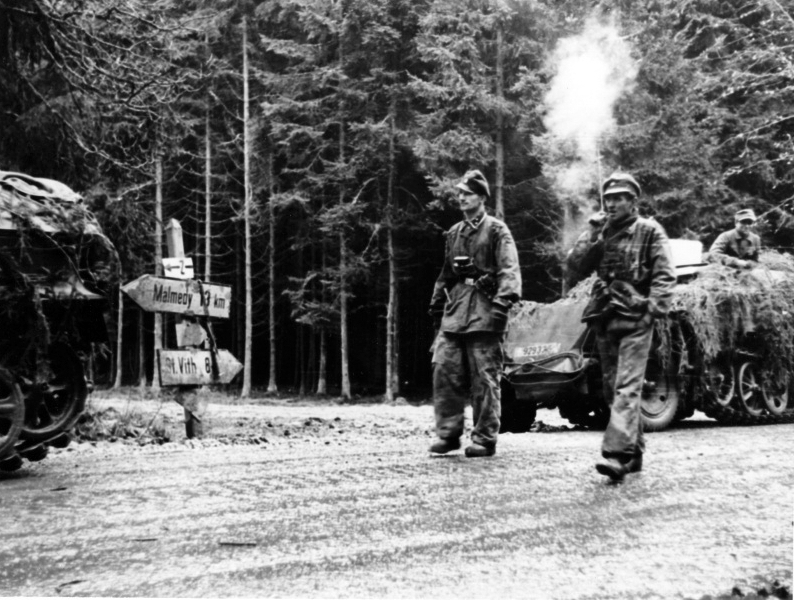
Soldats de la Waffen-SS rattachés au Kampfgruppe Knittel, sur la route de Saint-Vith à Malmedy, durant l'offensive des Ardennes ; certains observateurs de cette photo ont cru identifier à tort le SS-Obersturmbannführer Joachim Peiper comme le sous-officier à droite.

Le Kampfgruppe Peiper était le rassemblement des meilleurs éléments du 1er régiment Panzer SS. Il tire son nom du SS-Obersturmbannführer Joachim Peiper. Il s'est rendu coupable du massacre de Baugnez. Le Kampfgruppe Peiper tue plus de 130 civils à Stavelot et dans ses alentours entre le 18 et le 20 décembre 1944.